# ماخادائوندا
ماخادائوندا (به اسپانیایی: Majadahonda) یک دهستان اسپانیا است که در مادرید واقع شده‌است.

## خصوصیات
ماخادائوندا ۳۸٫۴۸ کیلومترمربع مساحت و ۶۹٬۴۳۹ نفر جمعیت دارد و ۷۴۳ متر بالاتر از سطح دریا واقع شده‌است.

## خواهرخوانده
شهر کلمر خواهرخواندهٔ ماخادائوندا هست.